# Frazee
Frazee è una città degli Stati Uniti d'America, situata in Minnesota, nella contea di Becker.